# Германо-чешская война (1276—1278)
Немецко-чешская война 1276—1278 годов — военный конфликт между Германией и Чехией. Война велась между германским императором Рудольфом Габсбургским, стремившимся утвердиться на престоле и вернуть Каринтию и Крайну, и чешским королём Отакаром II Пржемыслом.

## Предыстория
Избрание Рудольфа Габсбургского в 1273 году императором Священной Римской империи было поддержано Отакаром II как курфюрстом. Организованный новым правителем пересмотр прав собственности австрийских владений Отакара ставили их под угрозу конфискации из-за незаконности их приобретения. Поскольку Отакар продолжал отвергать обвинения, в 1275 году он был лишен своих феодальных владений. Точно так же на него были наложены имперский и церковный запрет.
Начиная войну, Рудольф заручился надёжными союзниками: Людовиком Пфальц-Баварским, Альбрехтом Саксонским и бургграфом Фридрихом фон Гогенцоллерном. Кроме того, он привлек на свою сторону епископа Зеккаузского, Бернгарда, и герцога Генриха Баварского. Рудольфу также удалось убедить поддержать себя графов Горицы Альберта I и Мейнхарда II, патриарха Аквилеи Раймондо Делла Торре, архиепископа Зальцбурга Фридриха II фон Вальтера, короля Венгрии Ласло IV Куна, многочисленную знать Каринтии, Крайны и Штирии, а также брата последнего герцога Каринтии и графа Лебенау Филиппа фон Спанхейма.
Отакара в грядущей войне поддержали маркграфы Брандербурга Альбрехт III и Конрад I. Чешский король был сильнее своего противника, но Рудольф умел заслужить общее расположение, тогда как Отакар раздражал своей суровостью вассалов Австрии, Штирии, Каринтии и Крайны; сами чехи не любили своего короля.

## Ход войны
План Рудольфа предусматривали вторжение союзников во владения Отакара с разных сторон, в то время как сам Рудольф со своим войском должен был войти в Богемию. После того, как он сверг маркграфа Бадена Рудольфа I, которому Отакар якобы дал финансовую помощь для организации восстания, и добился компромисса между братьями Людвигом II и Генрихом XIII в мае 1276 года, Рудольф ждал, пока венгры согласятся выступить в поход. В июле и августе 1276 года он дважды писал венгерскому королю Ласло IV Куну, убеждая его напасть на Отакара.
С середины августа тирольские графы двинулись в Каринтию и Крайну, за короткое время тамошняя знать отпала от Отакара. Вскоре после этого штирийская знать вступила в переговоры с Рудольфом.
Затем Рудольф изменил направление похода. Вместо того, чтобы атаковать стоявшего недалеко от Тепля в Богемии Отакара, в сентябре 1276 года Рудольф берегом Дунаяон двинулся в герцогство Австрия с целью убедить тамошнюю знать перейти на его сторону. Отряд Мейнгарда Тирольского был выделен в Каринтию и Штирию.
В Регенсбурге Рудольф встретил Генриха XIII, которого ранее считали возможным союзником чеха. Рудольф договорился с ним о браке своей дочери Катарины с сыном Генриха Оттоном, за которую дал приданое в 40 тыс. серебряных марок. Залогом при этом должна была служить земля над Энсом, которая в то время еще был частью владений Отакара. Генрих, со своей стороны, усилил армию Рудольфа своими рыцарями и снял блокаду дунайского судоходства.
Армия Рудольфа смогла быстро добраться до Австрии на кораблях. 6 октября был захвачен Линц, Эннс, Иббс и Тульн вскоре добровольно присоединились к Рудольфу. Францисканские и доминиканские монахи выступили в качестве важных пропагандистов дела Рудольфа, освободив австрийских министериалов от присяги Отакару. Дальнейшему продвижению угрожал сильно усиленный Клостернойбург, в этот момент Отакар двигал свою армию на юго-восток и, вероятно, ожидал, что Рудольф будет занят осадой. Но Людвиг Строгий взял город хитростью. 18 октября Рудольф начал осаду Вены. Городом управлял близкий сторонник Отакара и амтманн Палтрам фон дем Фрайтхоф. В это время Отакар находился в окрестностях Мархфельда. Его власть была ослаблена, и он не мог предотвратить бегство австрийских министериалов. Кроме того, против него восстала и чешская знать, а Ласло IV взял город Шопрон.
После 5-недельной осады императору сдалась Вена, после чего он, по вновь выстроенному через Дунай мосту, перешел на другой берег реки, готовясь к вторжению в родовые земли чешского короля.
Поскольку его положение было безнадежным, Отакар согласился на переговоры с Рудольфом. В октябре при посредничестве маркграфа Бранденбурга было заключено прекращение боевых действий, и Отакар заключил с императором мир, но тотчас же вновь начал готовиться к возвращению потерянных земель. Наняв войска в Мейссене, Тюрингии. Силезии, Польше и даже у монголов, чешский король собрал вскоре такую армию, что новым приобретениям императора грозила серьёзная опасность. Сознавая это, Рудольф снова стал готовиться к войне, опираясь главным образом на своих приверженцев во Франконии, Швабии и на Рейне, а также на своего главного союзника, базельского епископа Генриха Кнодерера. Кроме того, венгерский король Владислав IV обещал прислать ему вспомогательный отряд.
20 июля 1278 года Отакар со своей армией вошел в Австрию и в течение нескольких недель осадил города Лаа и Дрозендорф, но не стал наступать на Вену, где Рудольф все еще собирал свою армию и ждал подхода венгров.
После того, как Рудольф и венгры встретились в Марчегге, они легкими атаками вынудили Отакара отказаться от осады Лаа, а затем двинулись от реки Энс к устью Моравы и здесь у Мархфельда 26 августа 1278 года встретились с войсками Отакара. Союзники одержали полную победу. Потери армии Отакара составили около 10 000 человек. Отакар был убит личными врагами сразу после битвы.
После этой победы Рудольф двинулся в Богемию через Моравию, но маркграф Оттон Бранденбургский, опекун нового чешского короля, Венцеслава II, выступил против него и вынудил согласиться на мир, которым был подтверждён прежний договор и, сверх того, в возмещение военных издержек, Рудольф получил на 5 лет Моравию.